# Вальенте, Хонатан
Хонатан Ариэль Вальенте Мельгарехо (исп. Jonathan Ariel Valiente Melgarejo; родился 21 февраля 1998 года в Сан-Лоренсо, Парагвай) — парагвайский футболист, нападающий клуба «Либретад».

## Клубная карьера
Вальенте — воспитанник клуба «Либретад». 25 сентября 2014 года в матче против «3 февраля» он дебютировал в парагвайской Примере, в возрасте 16-ти лет. В том же году Вальенте стал чемпионом Парагвая. 20 октября в поединке против «Хенераль Диас» Хонатан забил свой первый гол за «Либертад». В 2017 году он во второй раз стал чемпионом страны.

## Международная карьера
В 2015 году в составе юношеской сборной Парагвая Вальенте принял участие в домашнем юношеском чемпионате Южной Америке. На турнире он сыграл в матчах против команд Аргентины, Эквадора, а также дважды против Колумбии и Бразилии. В поединке против колумбийцев Хонатан забил два гола.

## Достижения
Командные
 «Либретад»
- Чемпионат Парагвая по футболу — Клаусура 2014
- Чемпионат Парагвая по футболу — Апертура 2017